# Franz Unterberger (Politiker, 1831)
Franz Unterberger (* 24. April 1831 in Kirchbach im Gailtal; † 11. Mai 1900 ebenda) war ein österreichischer Postmeister und Politiker.

## Leben
Unterberger war der Sohn des Landwirts und Besitzers der Wirth-Realität Johann Unterberger (1795–1875) und dessen Ehefrau Anna geb. Nischelwitzer (1802–1878). Er war römisch-katholisch und heiratete am 3. November 1869 Maria Berger (* 11. Februar 1844; † 24. November 1918). Aus der Ehe gingen zwei Söhne und vier Töchter hervor.
Unterberger lebte als Gutsbesitzer und k.k. Postmeister in Kirchbach. 1875 war er Obmann des „Gailtaler volkswirtschaftlichen Fortschrittsvereins“.

## Politik
Vom 20. August 1870 bis zu seinem Rücktritt am 17. Juli 1871 war er Abgeordneter im Kärntner Landtag für den Wahlbezirk LGM 7 Hermagor. Im Landtag gehörte er dem Klub Verfassungspartei an.